# Parachtes cantabrorum
Parachtes cantabrorum är en spindelart som först beskrevs av Simon 1914.  Parachtes cantabrorum ingår i släktet Parachtes och familjen ringögonspindlar. Inga underarter finns listade i Catalogue of Life.